# Auki Tituaña

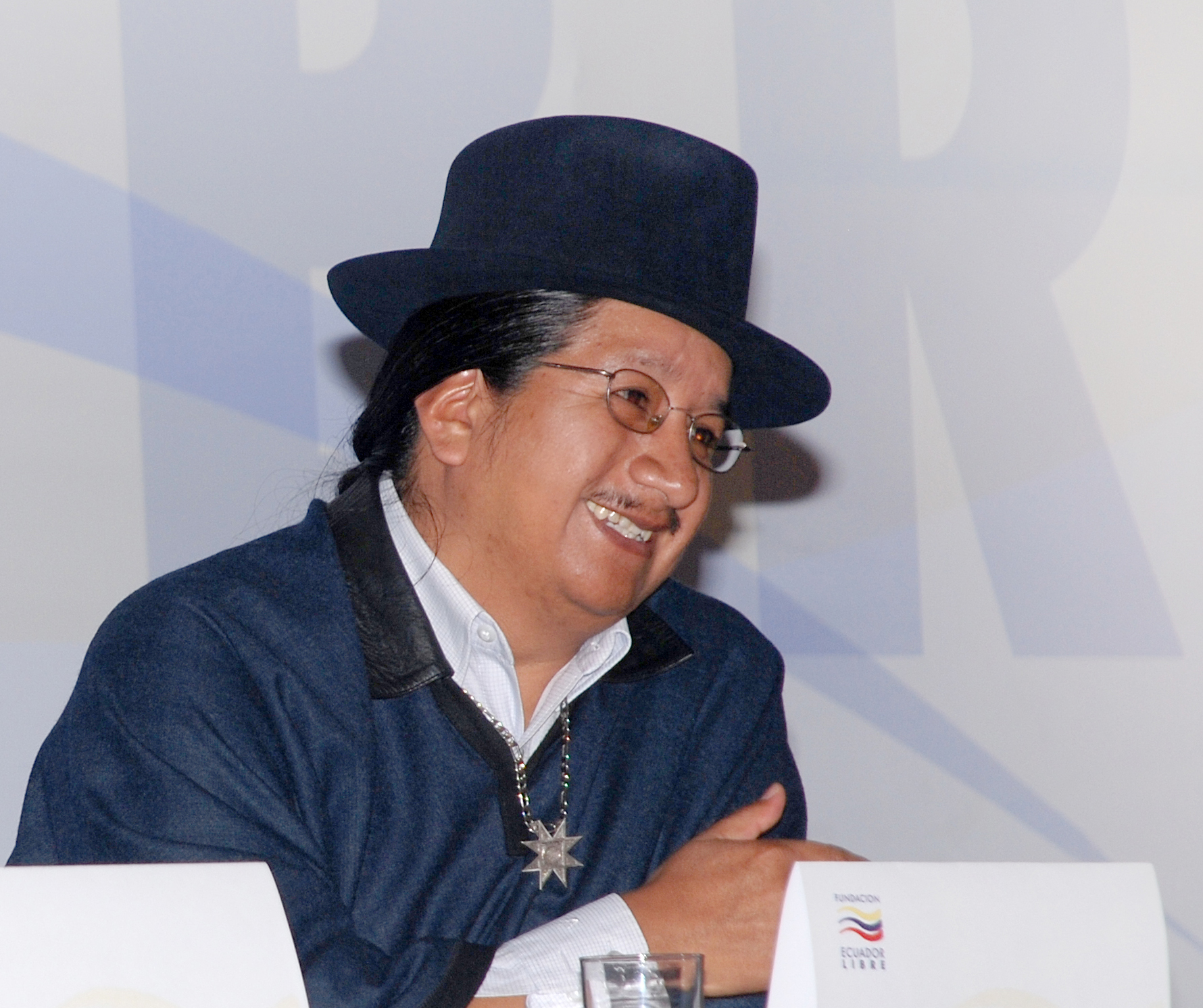
Auki Tituaña, 2010

Auki Kanaima Tituaña Males (* 2. Januar 1965 in Cotacachi, Imbabura) ist ein ecuadorianischer Betriebswirt und Politiker mit ethnischem Kichwa-Hintergrund. Von 1996 bis 2009 sowie von 2019 bis 2023 war er Bürgermeister (Alcalde) der Stadt bzw. des Kantons Cotacachi.

## Leben
Auki Tituaña war einer der Gründer der parteiähnlichen Indigenenbewegung Pachakutik. 1996 wurde er zum Bürgermeister der Stadt Cotacachi gewählt und war damit der erste indigene Bürgermeister einer Stadt in der Geschichte Ecuadors. Später wurde er zweimal in Wahlen bestätigt, so dass er das Amt 13 Jahre innehatte.
In seiner Regierungszeit in Cotacachi führte Auki Tituaña zur Beteiligung der Bevölkerung eine als „direktdemokratisch“ verstandene so genannte Kantonseinheitsversammlung (Asamblea de Unidad Cantonal AUC) mit ca. 700 Mitgliedern ein, die jährlich zusammentrat und mit der ein Interessenausgleich zwischen verschiedenen Interessengruppen erreicht werden sollte und deren Zusammensetzung jährlich geändert werden konnte. Eine Hauptaufgabe der AUC war die Verhandlung des Kommunalhaushalts. Unterstützung für diese Demokratisierungsansätze gab es auch durch die deutsche Entwicklungshilfe, so von der Gesellschaft für Technische Zusammenarbeit, dem Deutschen Entwicklungsdienst und dem Centrum für internationale Migration und Entwicklung.
Durch Mitwirkung der AUC stieg der Anteil der Investitionen im ländlichen Raum am kommunalen Haushalt auf 70 %, während die Versorgung mit Wasser und Strom von knapp 50 % auf 90 % stieg und der Anteil der Analphabeten auf unter 5 % fiel. Der Kanton Cotacachi erhielt hierfür im Jahr 2000 den Dubai-Preis und 2002 von den Vereinten Nationen den Preis „Städte für den Frieden“.
Bei den Kommunalwahlen am 26. April 2009 wurde Auki Tituaña vom Kandidaten von PAIS, dem ehemaligen nationalen Direktor für interkulturelle zweisprachige Erziehung, dem Kichwa Alberto Anrango, geschlagen.
2011 kandidierte Auki Tituaña zum Amt des Vorsitzenden des indigenen Dachverbandes CONAIE. Auf einer Kampfabstimmung in der Nacht vom 2. zum 3. April unterlag er dem ehemaligen ECUARUNARI-Vorsitzenden Humberto Cholango. Dieser kam auf 472 Stimmen von 1050 Delegierten und lag so vor Auki Tituaña (353 Stimmen) und dem Shuar Pepe Acacho (205 Stimmen).
Im Mai 2019 wurde Auki Tituaña abermals Bürgermeister von Cotacachi, nachdem er die Kommunalwahl als Kandidat von Movimiento Concertación gewonnen hatte. Seine Amtszeit endete 2023.